# 阿部倉
阿部倉（あべくら）は、神奈川県横須賀市の地名。丁目の設定のない単独町名である。住居表示実施済区域。

## 地理
横須賀市の中央部にある衣笠地区に属し、北東に池上、南東に平作、南西に芦名、北西に葉山町木古庭と接している。

### 地価
住宅地の地価は、2023年（令和5年）1月1日の公示地価によれば、阿部倉9-16の地点で7万5500円/m2となっている。

## 世帯数と人口
2023年（令和5年）4月1日現在（横須賀市発表）の世帯数と人口は以下の通りである。
| 町丁   | 世帯数  | 人口    |
| ------ | ------- | ------- |
| 阿部倉 | 820世帯 | 1,573人 |

### 人口の変遷
国勢調査による人口の推移。
| 年                 | 人口  |
| ------------------ | ----- |
| 1995年（平成7年）  | 2,554 |
| 2000年（平成12年） | 2,216 |
| 2005年（平成17年） | 1,996 |
| 2010年（平成22年） | 1,857 |
| 2015年（平成27年） | 1,714 |
| 2020年（令和2年）  | 1,525 |

### 世帯数の変遷
国勢調査による世帯数の推移。
| 年                 | 世帯数 |
| ------------------ | ------ |
| 1995年（平成7年）  | 838    |
| 2000年（平成12年） | 823    |
| 2005年（平成17年） | 806    |
| 2010年（平成22年） | 789    |
| 2015年（平成27年） | 782    |
| 2020年（令和2年）  | 743    |

## 学区
市立小・中学校に通う場合、学区は以下の通りとなる（2022年3月時点）。
- 番・番地等 : 全域 
  - 小学校 : 横須賀市立池上小学校
  - 中学校 : 横須賀市立池上中学校

## 事業所
2021年（令和3年）現在の経済センサス調査による事業所数と従業員数は以下の通りである。
| 町丁   | 事業所数 | 従業員数 |
| ------ | -------- | -------- |
| 阿部倉 | 21事業所 | 75人     |

### 事業者数の変遷
経済センサスによる事業所数の推移。
| 年                 | 事業者数 |
| ------------------ | -------- |
| 2016年（平成28年） | 19       |
| 2021年（令和3年）  | 21       |

### 従業員数の変遷
経済センサスによる従業員数の推移。
| 年                 | 従業員数 |
| ------------------ | -------- |
| 2016年（平成28年） | 56       |
| 2021年（令和3年）  | 75       |

## 施設
- 横須賀しょうぶ園

## その他

### 日本郵便
- 郵便番号 : 238-0033[2]（集配局 : 横須賀郵便局[15]）。